# Список видов семейства Stenochilidae
Список всех описанных видов пауков семейства Stenochilidae на 7 октября 2009 года.

## Colopea
Colopea Simon, 1893
- Colopea laeta (Thorell, 1895) — Мьянма, Таиланд
- Colopea lehtineni Zheng, Marusik & Li, 2009 — Китай
- Colopea malayana Lehtinen, 1982 — Таиланд, Малайзия, Сингапур
- Colopea pusilla (Simon, 1893) — Филиппины
- Colopea romantica Lehtinen, 1982 — Бали
- Colopea silvestris Lehtinen, 1982 — Новая Гвинея
- Colopea tuberculata Platnick & Shadab, 1974 — Фиджи
- Colopea unifoveata Lehtinen, 1982 — Борнео
- Colopea virgata Lehtinen, 1982 — Таиланд, Вьетнам
- Colopea xerophila Lehtinen, 1982 — Новая Гвинея

## Stenochilus
Stenochilus O. P.-Cambridge, 1870
- Stenochilus crocatus Simon, 1884 — Мьянма, Колумбия, Шри-Ланка
- Stenochilus hobsoni O. P.-Cambridge, 1870 — Индия
- Stenochilus scutulatus Platnick & Shadab, 1974 — Индия